# James Gordon Meek
James Gordon Meek es un ex productor sénior de ABC News hasta su arresto en 2023 por el FBI por un cargo relacionado con material de abuso sexual de niños y niñas "desde la infancia". Se realizaron más denuncias penales en marzo de 2023, siempre sobre el tema del abuso sexual de menores.

## Carrera
Meek se convirtió en reportero del New York Daily News junto al colega de su padre, Ken Bazinet, que cubría la Casa Blanca y había ayudado a Meek y Rosenberg con historias para su webzine, que cubría la seguridad nacional. Meek publicó varias historias investigando la muerte de Dave Sharrett II, cuyo padre había enseñado a Meek en la escuela secundaria Langley. Meek ha establecido su amistad personal con Caitlan Coleman y Maid Zaid, quien es abogada en asuntos constitucionales.
En 2011, Meek dejó el Daily News para desempeñarse como investigador principal de lucha contra el terrorismo para el Comité de Seguridad Nacional de la Cámara de Representantes. Señaló que no estaba seguro de por qué el congresista Peter King le había ofrecido el papel y que parecía una elección espontánea, pero señaló que aceptó el puesto porque había escrito en gran parte sobre terrorismo para el Daily News y su primo había sido asesinado. en el atentado de 1995 contra el edificio federal Murrah en la ciudad de Oklahoma.
Los investigadores descubrieron que Meek interactuaba con menores en las redes sociales, incluso haciéndose pasar por una menor, y sextorsionaba fotos de menores desnudas. El FBI alega que había escrito sobre cooperar con una mujer más joven para tener un hijo juntos que quería abusar sexualmente del bebé junto con él.
En el mes de enero de 2023, Meek fue arrestado por la policía y acusado de mover pornografía infantil entre regiones geográficas, en contravención de la ley federal de EU. y requiere un mínimo de cinco años de prisión. El Departamento de Justicia publicó la declaración jurada del FBI que informa que Meek le escribió a otra persona "¿Alguna vez violó a una niña pequeña? Es asombroso.", y compartió repetidamente un video que muestra la violación de una niña.
Las acusaciones del FBI cubren otros "detalles extremadamente perturbadores" sobre las acciones de Meek, que incluyeron participar "en conversaciones sexualmente explícitas donde los participantes expresaron entusiasmo por el abuso sexual de niños". Al negar la fianza, el juez de distrito de los EE. UU. expresó su preocupación por la participación de Meek en el "proceso de preparación ". Meek permanecerá en la cárcel pendiente de juicio.
Cuando en la redada del FBI se incautaron dispositivos electrónicos, incluidas cuatro computadoras portátiles, el gobierno solo logró descifrar el contenido de una sola computadora portátil a partir del 20 de abril de 2023, lo que limita el alcance de "este caso" y deja abierta la posibilidad de un mayor enjuiciamiento penal. procesó las otras tres computadoras portátiles.
Después de la redada inicial, Meek "renunció muy abruptamente" a ABC News. Rolling Stone sugirió que la redada puede estar relacionada con materiales clasificados encontrados en su computadora portátil relacionados con su trabajo como periodista.
La periodista legal Marcy Wheeler mencionó que Meek había ofrecido anteriormente un comentario particularmente memorable de que "a veces nos enamoramos de nuestras fuentes" en referencia a trabajar en historias de seguridad nacional, y señaló que la respuesta legal de Meek, su abogado y ABC News sugirieron algo. extraño estaba en marcha.
El artículo de Rolling Stone que "enalteció el historial y el estilo de capa y espada de Meek", combinado con amigos y colegas que informaban constantemente que Meek simplemente había "desaparecido" sin explicación, llevó a "especulaciones oscuras" de que Meek había sido atacado por su trabajo como periodista.
KARN-FM ofreció su conclusión de que "Tal vez [Meek] esté en un gulag, tal vez lo mataron y arrojaron su cuerpo a una trituradora de madera y él es mantillo", Glenn Beck que la redada federal contra Meek como periodista fue la historia más grande de 2022.